# Condado de Montizón

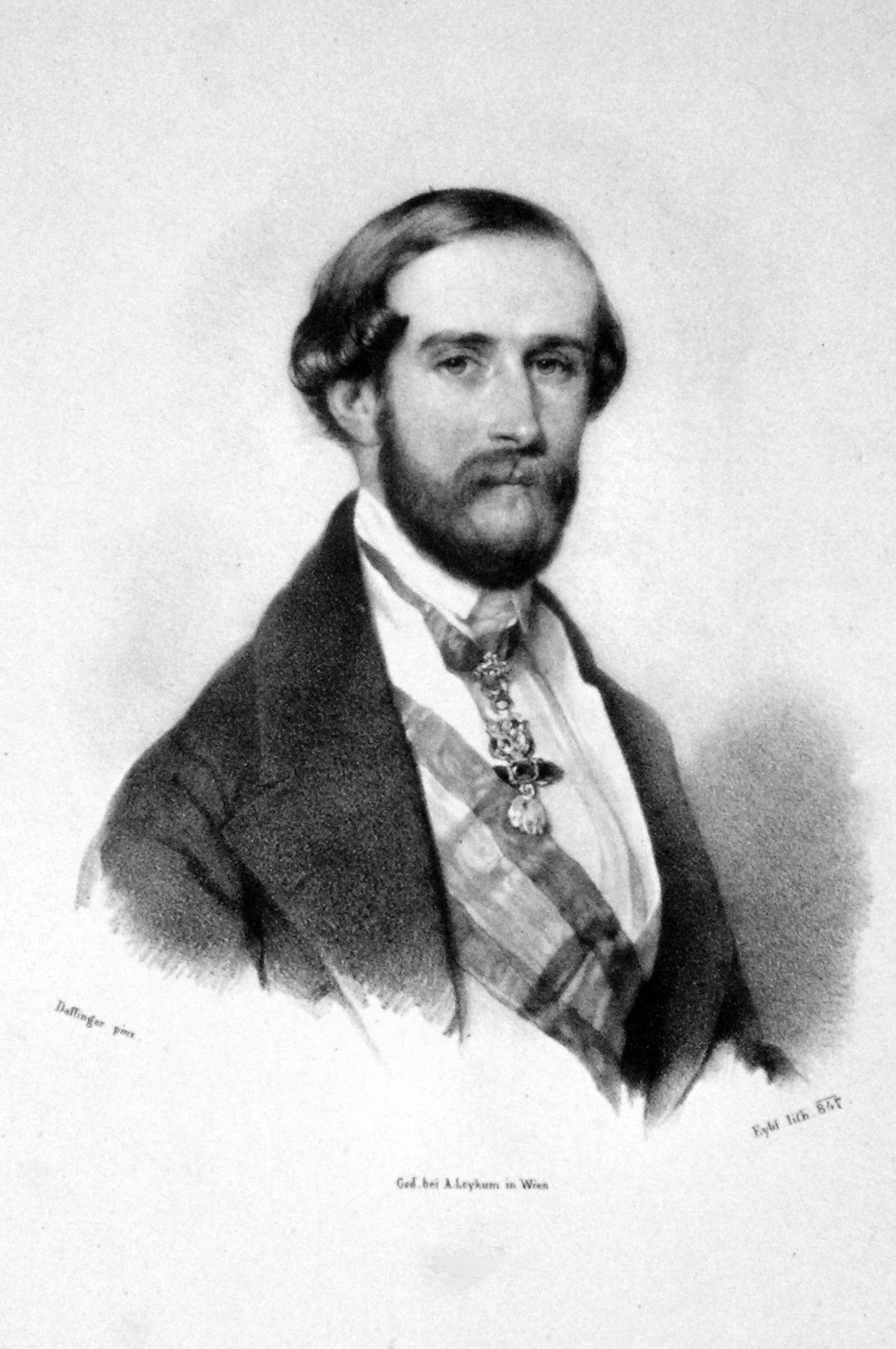
Juan de Borbón y Braganza, pretendiente carlista al Trono de España como Juan III.

El condado de Montizón es el título de incógnito (y de señalamiento desde 1861) que adoptó Juan de Borbón y Braganza en 1845 y que continuó usando tras convertirse en pretendiente carlista al Trono de España en 1861. El título hacía referencia a la localidad jiennense del mismo nombre, antigua encomienda de su padre, Carlos María Isidro de Borbón.
El 13 de enero de 1861 moría sin descendencia Carlos Luis de Borbón, pretendiente al trono español como Carlos VI, pasando sus derechos a su hermano Juan. Este no adoptó ningún título de incógnito nuevo y continuó usando el mismo que comenzó a utilizar en 1845 y que hacía referencia a la localidad jienense de Montizón, villa que había pertenecido a la Orden de Santiago y que, más tarde, había sido concedida como encomienda al infante Carlos María Isidro, futuro pretendiente carlista. El hecho de elegir el título de «conde de Montizón» es entonces un acto reivindicativo de Juan, pues la encomienda, al igual que el resto de los bienes del infante Carlos María Isidro, fue confiscada por el Estado tras el levantamiento carlista.
El 3 de octubre de 1868 Juan renunciaría a sus derechos en favor de su primogénito Carlos María, adoptando a partir de entonces el nombre de Mr. Montagú.